# Kleingebiet Marcali
Das Kleingebiet Marcali (ungarisch Marcali kistérség) war bis Ende 2012 eine ungarische Verwaltungseinheit (LAU 1) innerhalb des Komitats Somogy in Südtransdanubien. Im Zuge der Verwaltungsreform Anfang 2013 gingen 37 Ortschaften in den Kreis Marcali (ungarisch Marcali járás) über, die Ortschaft Somogyfajsz wurde dem Kreis Kaposvár zugeordnet.
Ende 2012 lebten im Kleingebiet Marcali auf einer Fläche von 922,50 km² 35.301 Einwohner. Mit 38 Einwohnern pro Quadratkilometern wurde die viertniedrigste Bevölkerungsdichte verzeichnet.
Der Verwaltungssitz befand sich in der einzigen Stadt Marcali (11.733 Ew.).

## Ortschaften
Diese 38 Ortschaften gehörten zum Kleingebiet Marcali:
| Balatonberény | Balatonkeresztúr | Balatonmáriafürdő | Balatonszentgyörgy | Balatonújlak  |
| Böhönye       | Csákány          | Csömend           | Főnyed             | Gadány        |
| Hollád        | Hosszúvíz        | Kelevíz           | Kéthely            | Libickozma    |
| Marcali       | Mesztegnyő       | Nagyszakácsi      | Nemesdéd           | Nemeskisfalud |
| Nemesvid      | Nikla            | Pusztakovácsi     | Sávoly             | Somogyfajsz   |
| Somogysámson  | Somogysimonyi    | Somogyszentpál    | Somogyzsitfa       | Szegerdő      |
| Szenyér       | Szőkedencs       | Tapsony           | Táska              | Tikos         |
| Varászló      | Vése             | Vörs              |                    |               |